# Episodi di Noi
La prima e unica stagione della serie televisiva Noi, composta da 12 episodi, è stata trasmessa in prima visione su Rai 1 ogni domenica dal 6 marzo al 10 aprile 2022 in sei prime serate.
| nº | Titolo              | Prima TV       |
| -- | ------------------- | -------------- |
| 1  | Il gioco della vita | 6 marzo 2022   |
| 2  | I fantastici 3      | 6 marzo 2022   |
| 3  | Il fiume            | 13 marzo 2022  |
| 4  | Campioni del mondo  | 13 marzo 2022  |
| 5  | Fratelli            | 20 marzo 2022  |
| 6  | Buon Natale         | 20 marzo 2022  |
| 7  | La baita            | 27 marzo 2022  |
| 8  | La casa             | 27 marzo 2022  |
| 9  | Il tempo è prezioso | 3 aprile 2022  |
| 10 | Sposi               | 3 aprile 2022  |
| 11 | Napoli              | 10 aprile 2022 |
| 12 | La luna             | 10 aprile 2022 |

## Il gioco della vita
Torino, anni ottanta. Pietro e Rebecca sono una giovane coppia in attesa di tre gemelli e mancano circa venti giorni al termine della gravidanza. Proprio nel giorno del compleanno di Pietro, a Rebecca si rompono le acque e i due si recano di corsa in ospedale, dove viene loro comunicato che i bambini sono posizionati male. I primi due figli nascono con parto naturale, ma successivamente per il terzo è necessario effettuare un cesareo; tuttavia il ginecologo comunica a Pietro che il terzo figlio non è sopravvissuto.
Pietro e Rebecca tornano comunque a casa con tre figli, dato che decidono di adottare un neonato nero, portato in ospedale da un militare dopo averlo trovato abbandonato davanti alla caserma avvolto in una coperta.
Nel presente Daniele (nome del bambino nero adottato trentaquattro anni prima dalla coppia) va alla ricerca del suo padre biologico, Domenico detto "Mimmo", e lo trova. Inizialmente ha un atteggiamento negativo nei suoi confronti, ma successivamente accetta di entrare dentro casa sua, dove i due parlano: il padre gli racconta che in passato era dipendente dall'eroina così come la moglie (quindi madre di Daniele), ma dopo la morte di quest'ultima non si è più sentito di crescere il figlio e ha deciso di abbandonarlo. Nonostante ciò, Daniele lo invita a casa sua, dove vive con la moglie e le due figlie. Purtroppo apprende anche che il padre ha una malattia e sta per morire.
L'altra figlia di Pietro e Rebecca si chiama Caterina (detta "Cate"), che, nell'ambientazione del presente, ha problemi di peso. Viene convinta dal fratello Claudio ad andare all'Associazione Mangiatori Compulsivi, dove possono aiutarla a perdere peso e anche a risolvere i suoi problemi. Cate nel centro fa la conoscenza di Teo e tra i due scatta subito la scintilla.
Anche il primo figlio di Pietro e Rebecca, Claudio, vuole cambiare la sua vita. È un attore e da molti anni interpreta il maestro Rocco, ma non è più soddisfatto del suo personaggio e vuole fare altro. Decide di mollare tutto ma si trova a dover pagare delle penali, solo che ha difficoltà a riferirlo al produttore e quindi si fa accompagnare dalla sorella Caterina e dal ragazzo che lei frequenta.
- Altri interpreti: Eco Andriolo Ranzi (Matilde), Marta Pizzigallo (tutor di Cate), Camilla Calderoni (fan di Claudio), Marco Donat Cattin (Max), Alessandro De Micheli (Marco Borni), Cinzia Susino (Rosa Somini).
- Ascolti: telespettatori 4 166 000 – share 17,5%[4].

## I fantastici 3
Rebecca viene dimessa dall'ospedale e mentre sale in macchina vede in lontananza un signore di colore che la sta fissando: capisce che è il padre del bambino che ha adottato. Pietro e Rebecca iniziano a litigare troppo spesso per lo stress causato dai tre figli piombati nella loro vita tutti assieme. Pietro troverà appoggio da Roberto Castaldi, il dottore che ha fatto partorire Rebecca.
Nel presente Mimmo, malato di tumore, si sta ambientando a casa di Daniele ma l'arrivo di Rebecca, che ora ha una relazione con Michele, un vecchio amico di Pietro, stravolge tutto: lei e l'uomo hanno modo di parlare da soli e si capisce come Rebecca anni addietro lo abbia volutamente tenuto lontano dal figlio. Claudio convince Cate a trasferirsi con lui a Milano dove inizierà a fare teatro con il regista Franco De Dominicis. Teo porta Cate alla casa di riposo di sua nonna facendola esibire davanti a tutti gli anziani della struttura. Claudio invece si lascia in modo brusco con Michi.
- Altri interpreti: Barbara Bovoli (Elsa Peirò), Alessandro Carbonara (tenente), Sophie Popa (Michela "Michi" Davanzo).
- Ascolti: telespettatori 3 787 000 – share 20,4%[4].

## Il fiume
Nei primi anni novanta, i figli di Pietro e Rebecca hanno otto anni. Claudio e Daniele non vanno molto d'accordo, mentre per Caterina nonostante sia così piccola comincia ad avere i primi problemi di peso. Claudio si sente poco considerato dai genitori che davano più attenzioni a Daniele e alla sorella Caterina. Pietro ha problemi di alcol, mentre sua moglie Rebecca gli chiede di rimettersi in carreggiata.
La relazione tra Cate e Teo diventa sempre più forte e lei capisce che dietro l'atteggiamento ironico e sensibile dell'uomo si nasconde un grande dolore. Claudio inizia a lavorare alle prove in teatro: qui il regista Franco De Dominicis gli presenta la sua assistente Ludovica Crescienzo e l'attrice Chiara Vinardi con la quale all'inizio ci sono degli attriti.
- Altri interpreti: Eco Andriolo Ranzi (Matilde), Marta Pizzigallo (tutor di Cate), Julieth Joseph (Maria), Antonella Britti (Esmeralda), Alessandro De Micheli (Marco Borni), Elena Oliva (Laura Crotti), Serena Bilanceri (maestra elementare), Italo Amerighi (postino Umberto).
- Ascolti: telespettatori 3 936 000 – share 16,65%[5].

## Campioni del mondo
Nel 1982 Pietro e Rebecca si trovano in un locale e sta giocando la nazionale. I due discutono animatamente perché hanno idee di vita diverse. Nello stesso periodo Rebecca cantava, e lo faceva anche durante il giorno della nazionale.
Nella giornata della nazionale Rebecca sottolinea ben due volte di non volere figli. Pietro invece non è della stessa idea della moglie, ma alla fine della partita i due si chiariscono. Pietro le dice che comunque lei è più importante. Rebecca dice che per il momento sta bene così e non può immaginare di avere dei figli, ma, se si immagina il loro futuro, tra qualche anno lo immagina con dei bambini.
Anche nel presente, quasi quarant'anni dopo, Caterina vede la partita della nazionale con Teo. In realtà voleva vederla da sola e infatti a un certo punto va via perché le riportava in mente vecchi ricordi: quando vedeva la partita insieme al padre. Lei dice a Teo che per lei è una cosa che le fa molto male, perché il padre è morto. Le ceneri di quest'ultimo si trovano a casa sua in un'urna.
Nel frattempo Claudio - che vive a Milano per lavoro - va a trovare suo fratello Daniele, restando la sera a casa con le bambine e con il nonno di queste ultime mentre Daniele e la moglie trascorrono una notte da soli in una suite. Claudio deve studiare il copione e non si sente all'altezza di questo ruolo ed ha una sorta di blocco.
Le figlie di Daniele a causa dello zio Claudio vengono a sapere della verità sul nonno, ovvero che ha una malattia e che sta morendo. Claudio cerca di spiegare alle nipotine che la morte è un evento naturale e che tutti muoiono prima o poi. Secondo lui era giusto che le nipotine sapessero tutto, anche se il padre Daniele non era d'accordo.
La moglie di Daniele ha un ritardo gli dice alla suite, recentemente aveva cambiato pillola e ha paura di essere rimasta incinta. Lei e suo marito comprano un test di gravidanza che poi risulta negativo e che non diventeranno genitori per la terza volta. Daniele però confessa che un po' ci aveva sperato e che in futuro gli piacerebbe avere un terzo figlio.
- Altri interpreti: Mersila Sokoli (Linda), Antonello Azzarone (Giancarlo).
- Ascolti: telespettatori 3 413 000 – share 18,11%[5].

## Fratelli
Rebecca, dopo aver fatto una prova di canto, viene scelta da Orso Vattimo, cantante come lei e sua vecchia fiamma, per esibirsi con la sua band. Claudio e Daniele hanno un rapporto difficile e si scontrano anche durante una partita di calcio.
Cate non è soddisfatta perché nonostante gli sforzi non riesce a dimagrire quanto vorrebbe mentre Teo perde 3 chili. Viene criticata per il peso da una ragazza di nome Emma alla quale deve insegnare canto privatamente e che le fa capire di essere stata scelta da sua madre perché ha lo stesso suo problema. Cate riprende Teo per essersi abbuffato di nascosto e lui si sfoga dicendo di non poterne più del gruppo che stanno frequentando insieme e che comunque la sosterrà se lei vorrà continuare. Cate va a mangiare un hamburger in un bar scoppiando in lacrime. Poco dopo la madre di Emma cerca di scusarsi con lei per il comportamento della figlia e ammette di averla scelta perché ha lo stesso suo problema; Cate riesce poi a trovare un punto d'incontro con Emma.
Claudio fa l'amore con Chiara in auto dopo essere stati insieme a un funerale. Dopo una serata passata insieme, Daniele critica Claudio per il fatto che non sa nulla del suo lavoro e Claudio replica che lui è stato il preferito dei genitori perché era diverso: i due arrivano alle mani e scappano dopo che i passanti hanno chiamato la polizia facendo poi pace.
- Altri interpreti: Marco Iannone (Orso Vattimo), Eco Andriolo Ranzi (Matilde), Marta Pizzigallo (tutor di Cate), Martina Lelio (Emma), Chiara De Bonis (madre di Emma), Erica Zambelli (Lidia), Domenico Macrì (Guido Vallini), Alessandro De Micheli (Marco Borni), Luca Seta (attore).
- Ascolti: telespettatori 3 539 000 – share 15%[6].

## Buon Natale
Michele chiede all'amico Pietro di andare a lavorare con lui così da avere uno stipendio sicuro ma lui rifiuta dicendo di voler mettersi in proprio. La famiglia Peirò a causa di un guasto alla macchina si ferma a festeggiare il Natale in una baita.
Cate chiede informazioni per un bypass gastrico; la ragazza non sta bene e finisce per allontanare Teo. La famiglia Peirò unita trascorre il Natale a casa di Daniele e Betta. Quest'ultima ha scoperto la verità da Mimmo e spinge Rebecca a parlare con il figlio. Daniele prima di cena va a casa di Mimmo a prendere alcune sue registrazioni da far sentire alle bambine e in un cassetto trova una lettera scritta dalla madre. Una volta ritornato a casa, a cena davanti a tutti affronta la madre a muso duro.
- Altri interpreti: Eco Andriolo Ranzi (Matilde), Marta Pizzigallo (tutor di Cate), Alessandro De Micheli (Marco Borni), Cinzia Susino (Rosa Somini).
- Ascolti: telespettatori 3 149 000 – share 16,8%[6].

## La baita
Cate, accompagnata dalla madre, parla con la dottoressa Castelbianco per essere ricoverata. Rebecca ha deciso di vendere la baita di famiglia e così Cate e Daniele decidono di trascorrere lì qualche giorno per l'ultima volta ma Claudio si trova già lì per stare con Chiara.
Daniele è ancora sconvolto e sul tetto della baita immagina di parlare con suo padre Pietro. Cate ha un duro diverbio con Chiara e se ne va in lacrime; nel bosco chiama Teo cercando conforto in lui come se fosse un amico ma lui non la prende bene dicendole che deve badare a se stesso. Daniele torna a Milano perché deve rimediare a un investimento sbagliato. Claudio riprende Chiara perché ride vedendo un filmato di Cate da bambina: i due litigano e Chiara se ne va prendendo l'auto di Claudio.
Il Capodanno è alle porte e a casa di Daniele si presenta a sorpresa Teo dicendo che può fare a meno di mangiare ma che non può fare a meno di lei. Il giorno dopo Daniele va a casa della madre per chiarire. Teo sviene davanti a tutti nel salotto di casa e viene portato in ospedale.
Anni prima. Rebecca torna a casa di Mimmo per parlargli: Daniele continua a chiederle del suo vero padre ma lei non se la sente di fare incontrare i due.
- Altri interpreti: Paola Maffioletti (dottoressa Luisa Castelbianco), Julieth Joseph (Maria), Thamisanqa Molepo (Connor).
- Ascolti: telespettatori 3 429 000 – share 14,4%[7].

## La casa
Pietro affronta il padre Berto che troppo spesso alza le mani sulla madre Elsa.
Anni dopo. Pietro e Rebecca scelgono casa; il dottor Serianni li sorprende dicendo che avranno non due ma tre gemelli. Annalisa fa il terzo grado a sua figlia Rebecca chiedendole come pensa di poter crescere tre figli. Pietro riesce ad ottenere solo un aumento del 5% dall'ingegnere e così decide di chiedere aiuto al padre che non vedeva da quattro anni. I lavori di una casa in costruzione sono stati sospesi poiché i committenti hanno cambiato idea e così Pietro ne approfitta per comprarla grazie a uno sconto che gli ha riservato l'ingegnere.
Chiara dopo la sfuriata in montagna è sparita con l'auto di Claudio e non si fa vedere neanche più alle prove in teatro. Claudio finisce per fare l'amore con Ludovica, l'assistente del regista che sostituisce Chiara, e decide di finanziare in prima persona lo spettacolo in veste di produttore. Un giorno però Chiara si presenta a sorpresa in teatro e bacia Claudio; Ludovica, sentendosi messa da parte, ci rimane male. Dopo tanto tempo Mimmo rivede Ada, una sua vecchia fiamma che lo aveva aiutato nel recupero dalla tossicodipendenza.
Il dottor Raboni dice a Teo che ha una malformazione della valvola cardiaca e che può rischiare un altro infarto se non si sottoporrà a un'operazione; Teo inizialmente ha paura di operarsi ma poi, essendo stato ripreso da Cate, accetta. Guido Vallini ammette di aver fatto lui il "buco" e sta per buttarsi giù dal tetto dell'ufficio ma Daniele arriva in tempo e riesce a farlo ragionare.
- Altri interpreti: Barbara Bovoli (Elsa Peirò), Edy Angelillo (Ada), Antonio Rampino (Berto Peirò), Domenico Macrì (Guido Vallini), Riccardo Piana (ingegnere), Pierluigi Palla (dottor Serianni), Alessandro Pala Griesche (dottor Raboni).
- Ascolti: telespettatori 2 860 000 – share 14,9%[7].

## Il tempo è prezioso
Pietro litiga con Rebecca che è molto stressata ed esce di casa arrabbiato. Lei si è totalmente scordata del compleanno del marito che torna a casa come se nulla fosse con una videocamera e non sembra dare peso alla dimenticanza.
A Claudio sembra pesare il ritorno di Chiara in teatro anche perché vuole preservare il ruolo e il suo rapporto con Ludovica e ne parla con il fratello e con Teo. Dopo dieci anni Claudio si presenta a casa della sua ex moglie Sofia dicendo di essere innamorato di lei e chiedendole di ripensarci. Daniele passa del tempo con suo padre facendogli suonare il sax e concedendogli di guidare la propria auto, cosa che Mimmo non ha mai fatto dato che non ha mai preso la patente. Cate inizia a consultare seriamente degli specialisti per perdere peso e durante una seduta di meditazione si sfoga prendendo a pugni un cuscino ricordando il funerale del padre.
- Altri interpreti: Paola Maffioletti (dottoressa Luisa Castelbianco), Sophie Popa (Michela "Michi" Davanzo), Alessandro Carbonera (tenente), Marco Mabritto (Bienno), Settimo Palazzo (Valerio Imprescia), Marina Viro (dottoressa Rocchi), Cosimo Desii (maestro di meditazione).
- Ascolti: telespettatori 3 642 000 – share 15,4%[8].

## Sposi
Claudio, Cate e Daniele sono adolescenti. Pietro e Rebecca passano quindi del tempo da soli; i due sono preoccupati perché i loro amici Michele e Linda hanno deciso di divorziare.
Claudio affronta Chiara e Ludovica dicendo che è ancora innamorato di Sofia. Incontra poi Sofia dove si erano baciati la prima volta: i due rimanendo bloccati in ascensore hanno modo di parlare per parecchio tempo ma la ragazza alla fine dice di avere una relazione con un collega. Sofia va in confusione e si confronta con Cate. Sul lavoro Daniele viene scalzato dal nuovo arrivato Bienno al quale per sfida lascia poi la patata bollente di un suo progetto che deve convincere Mariani. Betta ha paura che il marito si stia affezionando troppo a Mimmo e che possa poi soffrire quando morirà. Cate invece ha paura di operarsi.
- Altri interpreti: Eco Andriolo Ranzi (Matilde), Barbara Bovoli (Elsa Peirò), Marco Iannone (Orso Vattimo), Marco Mabritto (Bienno), Settimo Palazzo (Valerio Imprescia), Mersila Sokoli (Linda), Lidia Miceli (maestra di Teresa), Alessio Genchi (medico cure palliative).
- Ascolti: telespettatori 3 292 000 – share 16,8%[8].

## Napoli
Claudio a 17 anni ha il suo primo rapporto sessuale con Sofia e, mentre il padre cerca di confrontarsi con lui al riguardo, Daniele ha un attacco di panico.
Claudio e Sofia si rivedono e si baciano. Cate e Teo iniziano a parlare di matrimonio e di figli. Daniele si reca a Napoli con il padre; qui Mimmo ha modo di rivedere i suoi vecchi amici e di esibirsi in un locale per l'ultima volta. La mattina seguente Mimmo non si sente bene nel letto e finisce in ospedale esalando l'ultimo respiro tra le braccia di Daniele.
Claudio sta per entrare in scena quando Daniele in preda a un attacco di panico lo chiama per scusarsi di non poter venire dato che ancora è al lavoro. Claudio abbandona le quinte e raggiunge il fratello tranquillizzandolo.
- Altri interpreti; Marina Viro (dottoressa Rocchi), Pino Calabrese (Enzo), Settimo Palazzo (Valerio Imprescia), Marco Mabritto (Bienno), Dario Viganò (Stasi), Lia Carfora (Lucetta), Andrea Avagliano (dottore di Napoli).
- Ascolti: telespettatori 3 772 000 – share 16,6%[9].

## La luna
Dopo un'esibizione in un locale, Pietro se la prende con Rebecca avendo scoperto che ha avuto una storia con il cantante Orso ma lei minimizza dicendo che è stata una storia tra ragazzini.
Dopo l'esibizione a teatro, Claudio fa l'amore con Sofia. La mattina seguente Michele Placido chiama Claudio per chiedergli di recitare in un suo film. Teo sprona Cate a tornare a cantare in pubblico. Daniele chiede a Betta di adottare un bambino.
1980. Rebecca sogna di fare la cantante mentre Pietro si arrabatta per mettere insieme un po’ di soldi frequentando ambienti loschi con l’amico Giorgio.
Anni dopo. I ragazzi ormai sono adolescenti e Rebecca parte per il tour e Pietro è molto freddo con lei. Cate convince il padre a fare pace con la madre e così Pietro la raggiunge in un pub dove sta per esibirsi. Qui prende a cazzotti Orso prima di essere allontanato da Rebecca. A casa i due hanno di nuovo un violento litigio. La mattina dopo Rebecca chiede a Pietro di andare a stare per un po’ dall’amico Michele poiché deve riflettere.
- Altri interpreti: Michele Placido (se stesso), Marco Iannone (Orso Vattimo), Camilla Carnevali (Stefania), Claudio Lardo (Yulbrinner), Giulio Mezza (Giorgio), Andrea Standardi (Alfonso), Italo Amerighi (postino Umberto).
- Ascolti: telespettatori 3 461 000 – share 19,9%[9].